# Талліннський тролейбус
Талліннський тролейбус (ест. Trollibussiliiklus Tallinnas) — єдина тролейбусна система в Естонії, у місті Таллінні, яку обслуговує муніципальне підприємство «Tallinna Linnatranspordi AS» (до об'єднання з TAK — «Tallinna Trammija Trollibussikoondis»).
Тролейбуси переважно обслуговують віддалені від центру міста мікрорайони, тоді як центральну частину міста переважно обслуговують трамваї. Станом на березень 2024 року в Таллінні діють 4 тролейбусні маршрути, 45 тролейбусів та обслуговують близько 108 водіїв тролейбусів, 70 тролейбусних механіків та 30 працівників тролейбусної інфраструктури.

## Історія
Підготовка до створення тролейбусної мережі в столиці Естонської РСР розпочалася у вересні 1946 року. Планувалося запустити тролейбусний рух за маршрутом «Піріта — Сюдалінн — Балтійський вокзал — Коплі», який мав охоплювати основні райони міста. Планування закінчили 25 травня 1948 року, але тролейбус містом так і не пішов. Знову за проєкт узялися лише 1954 року, але його знову не реалізували, і лише через 5 років відновлено проєктування тролейбусної мережі. Вирішено побудувати тролейбусну лінію «Естонія Рявала — Тинісмяе — Пельгуранна — Рокка-аль-Маре».
6 липня 1965 року відбулося відкриття тролейбусного руху в місті Таллінні за маршрутом «Teater Estonia — Hipodroom».
Спочатку тролейбус доїжджав лише до зупинок Тинісмяе та Естонія Рявала, але 1965 року маршрут уже включав усі раніше заявлені зупинки. З перервами на декілька років почали додаватися інші маршрути. 1973 року протяжність тролейбусної мережі складала 40 км, що зрівнялася з протяжністю трамвайних колій.
1981 року впроваджено передовий досвід киян: на вулицях Таллінна з'явилися два тролейбусні поїзди київського винахідника Володимира Веклича. Поїзд складався з двох одиниць тролейбусів Škoda 9Tr, які були з'єднані між собою за системою Володимира Веклича. Поїздами почали замінювати поодинокі тролейбуси, що вирішило проблему дефіциту водіїв, а також надало суттєву економію заробітної плати, яка за 1981—1989 роки складала 450 910 крб. 1982 року вже було сформовано 12 поїздів, у 1983 році — 23. Найбільша кількість поїздів експлуатувалося у 1984—1987 роках — 30. Надалі, із заміною парку новими тролейбусами, потяги скасували.
Влітку 1987 року розпочалося розширення ліній талліннського тролейбуса. 1991 року лінія 9 отримує нову кінцеву станцію з диспетчерським пунктом. 1995 року в тролейбусні мережі додано радіодиспетчер. А вже до 2001 року кількість рухомого складу дещо почало скорочуватися.
У жовтні 2002 року відкрито тролейбусну лінію за новим маршрутом в центрі міста: Estonia puiestee — Kaubamaja tn. — Rävala puiestee — Teatri väljak — Estonia puiestee.
У грудні 2002 року придбано нові тролейбуси польської компанії Solaris Bus & Coach. У 2006—2009 роках за підтримки ЄС тролейбусний парк було частково оновлено.
1 грудня 2012 року припинено рух тролейбусного маршруту № 2. Його замінено автобусами ліній № 24 та № 24А.
1 вересня 2012 року голова Талліннської транспортної фірми «AS Tallinna Linnatransport» Енно Тамм заявив, що у довгостроковій перспективі тролейбуси Таллінна не мають майбутнього і краще інвестувати в автобуси. Основною причиною він назвав зростання цін за кВт/годину енергії та надзвичайну дорожнечу тролейбуса; тролейбус майже вчетверо дорожчий за звичайний автобус. Також Тамм сказав, що автобуси значно екологічніші, ніж тролейбуси .
З 1 січня 2013 року для жителів Таллінна, які мають постійну реєстрацію в місті, проїзд громадським транспортом в столиці Естонії став безкоштовним.
2015 року ухвалено рішення про часткову заміну парку тролейбусів новими автобусами з гібридними двигунами. Першими замінено тролейбусні лінії № 6 та № 7. У зв'язку з планованою реконструкцією розв'язки Хааберсті ці маршрути, що прямували у Вяйке-Ийсмяе, були скасовані з 1 січня 2016 року, замість них запущено автобусні маршрути № 42 та № 43. Суми цифр нових автобусних маршрутів відповідають тролейбусним маршрутам, які вони замінили. Так, наприклад, автобус № 42, сума цифр якого дорівнює шість замінює тролейбусний маршрут № 6. Завдяки цьому містяни мали можливість простіше запам'ятати нові маршрути.
2 травня 2017 року закритий тролейбусний маршрут № 9, який замінив автобусний маршрут № 72.
У столиці Естонії ще зовсім недавно хотіли знищити тролейбус, бо він «недостатньо інноваційний транспорт» і дуже не хотілося упорядковувати інфраструктуру. Натомість на лінії планували запустити електробуси із зарядкою на кінцевих зупинках. До демонтажу справа так і не дійшладійшла.
На початку лютого 2024 року мерія Таллінна вирішила не лише зберегти тролейбусну мережу, а і почати її активно розвивати. Так, за наступні 5-6 років місто передбачено профінансувати 40-50 млн євро на реконструкцію енергогосподарства та закупівлю 40 нових тролейбусів: 22 зчленованих та 18 звичайних. Техніку закуповуватимуть з акумуляторами, що дозволить запустити нові маршрути вулицями без контактної мережі, а зарядка відбуватиметься під час руху вулицями з контактною мережею. Такий варіант виявився найбільш економічно виправданим. Від закупівлі електробусів із зарядкою на кінцевих місто теж не відмовилося — їх планують запускати замість автобусів непопулярними маршрутами, на них техніка може відстоюватися для зарядки між рейсами без погіршення сервісу для мешканців. За планами мерії, весь громадський транспорт столиці до 2035 року має стати електричним.

## Статистика
| Показники                        | 1980 | 1985 | 1990 | 1991 | 1992 | 1993 | 1994 | 1995 | 1996 | 1997 | 1998 | 1999 | 2000 | 2001 | 2002 | 2003 | 2004 | 2005 | 2006 | 2007 | 2008 | 2009 |
| -------------------------------- | ---- | ---- | ---- | ---- | ---- | ---- | ---- | ---- | ---- | ---- | ---- | ---- | ---- | ---- | ---- | ---- | ---- | ---- | ---- | ---- | ---- | ---- |
| Експлуатаційна довжина, км       | 61,9 | 66,0 | 77,8 | 79,1 | 79,5 | 79,5 | 79,5 | 79,5 | 79,5 | 77,8 | 78,2 | 78,2 | 76,1 | 76,1 | 76,5 | 76,5 | 76,5 | 76,5 | 76,5 | 76,5 | 76,5 | -    |
| Число тролейбусів у експлуатації | 151  | 194  | 211  | 204  | 189  | 178  | 167  | 152  | 146  | 145  | 142  | 140  | 137  | 126  | 127  | 129  | 129  | 125  | 123  | 121  | 120  | 119  |
| Перевезено пасажирів, млн        | 61,3 | 84,8 | 90,2 | 85,4 | 88,0 | 60,2 | 37,6 | 31,5 | 31,9 | 33,1 | 39,0 | 37,4 | 45,1 | 38,0 | 40,0 | 40,4 | 35,9 | 32,5 | 33,9 | 34,0 | 32,6 | 32,6 |

## Маршрути
- Діючі:
  - № 1 Мустамяє — Універмаг Kaubamaja
  - № 3 Мустамяє — Універмаг Kaubamaja
  - № 4 Вулиця Кескусе (Мустамяє) — Балтійський вокзал
  - № 5 Мустамяє — Балтійський вокзал
- Скасовані:
  - № 2 Мустамяє — Естонія. 1 грудня 2012 року замінено автобусними лініями № 24 та 24А.
  - № 6 Вяйке-Ийсмяе — Універмаг Kaubamaja. 1 січня 2016 року замінено автобусною лінією № 42.
  - № 7 Вяйке-Ийсмяе — Балтійський вокзал. 1 січня 2016 року замінено автобусною лінією № 43.
  - № 8 Вяйке-Ийсмяе — Площа Свободи. 1 квітня 2000 року замінено автобусною лінією № 22.
  - № 9 Вулиця Кескусе (Мустамяє) — Коплі. 2 травня 2017 року замінено автобусною лінією № 72.

## Галерея

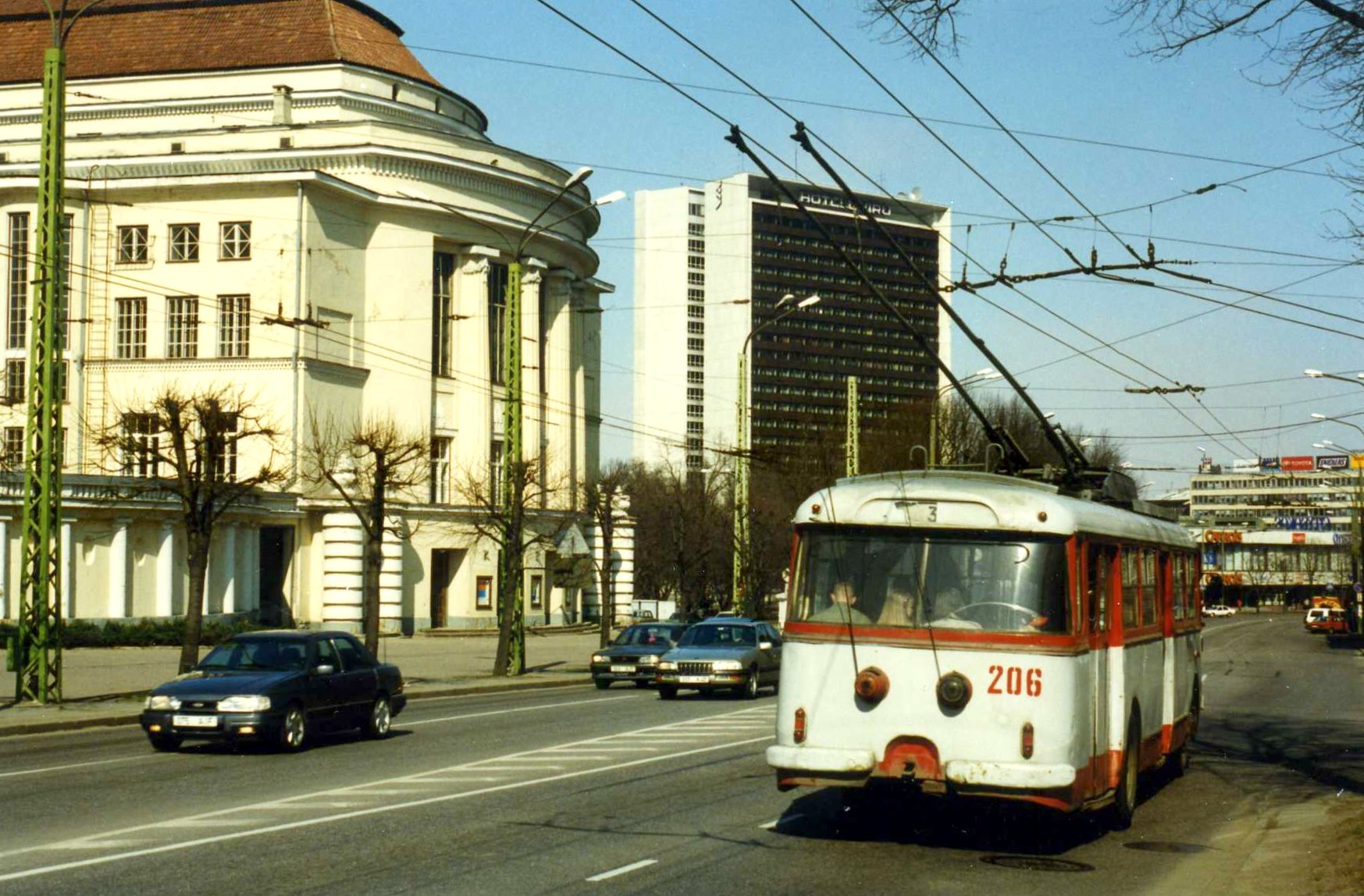
Škoda 9Tr (1996)
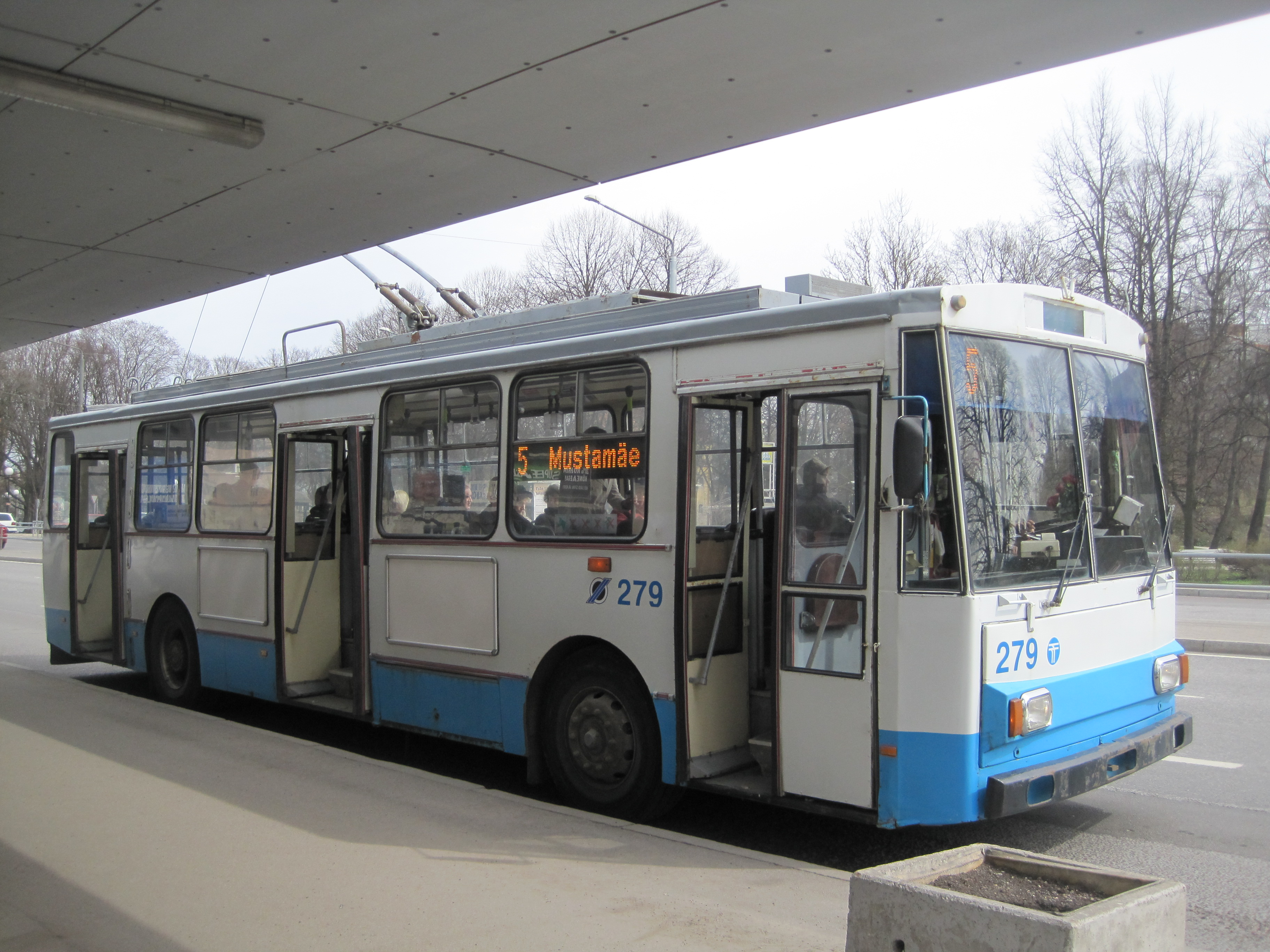
Škoda 14Tr (2012)
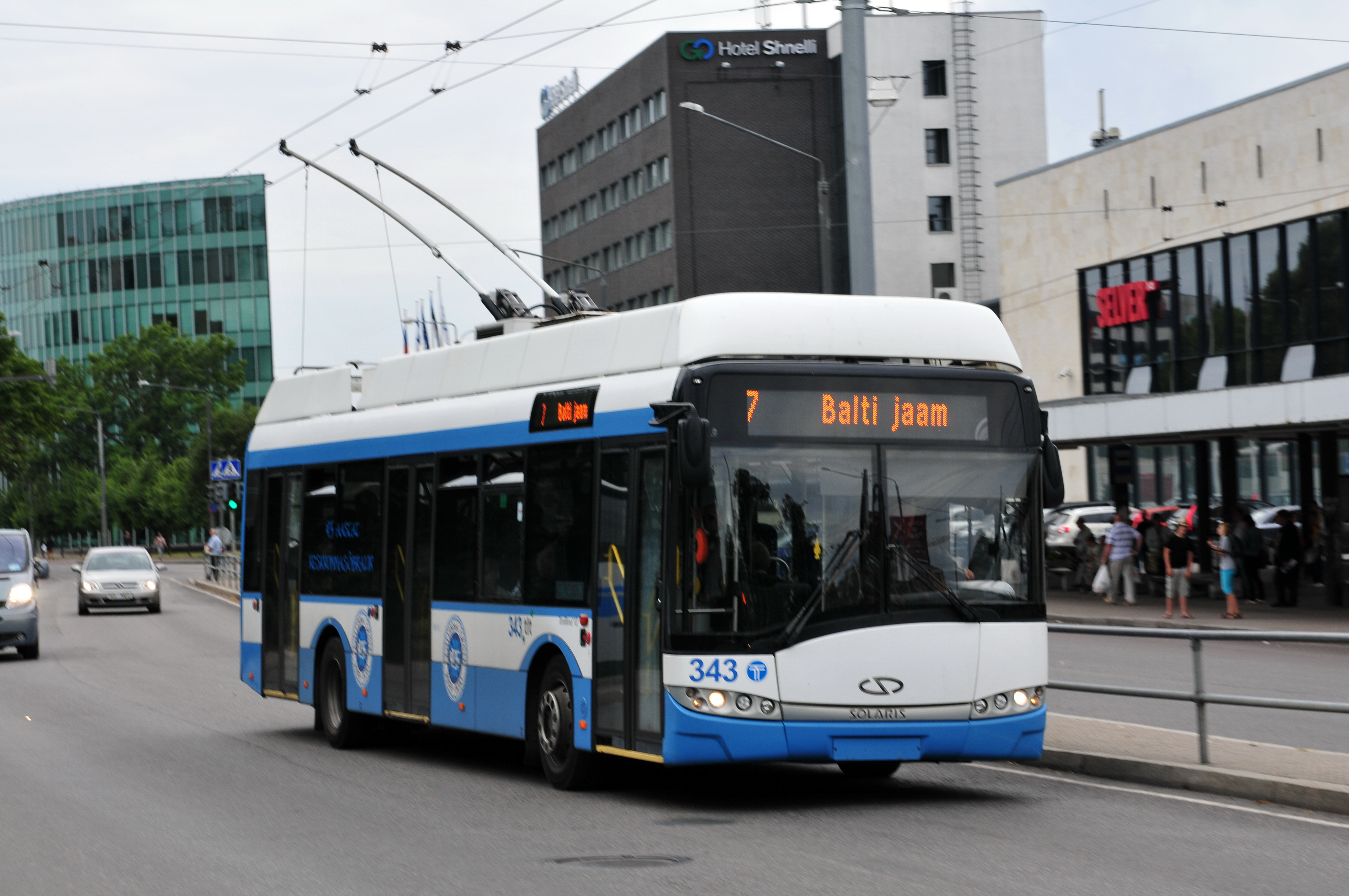
Solaris Trollino 12AC (2014)
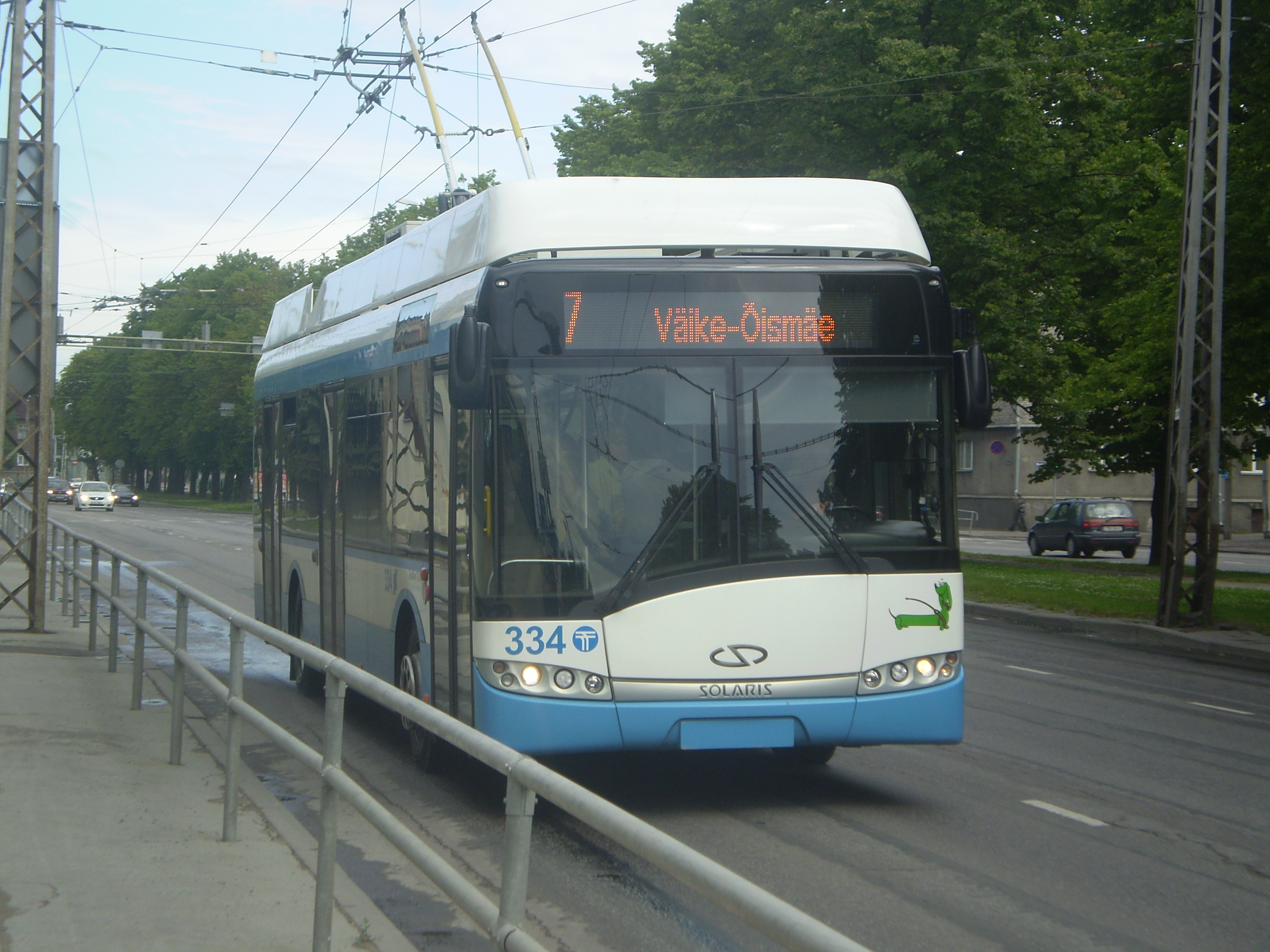
Solaris Trollino 12AC
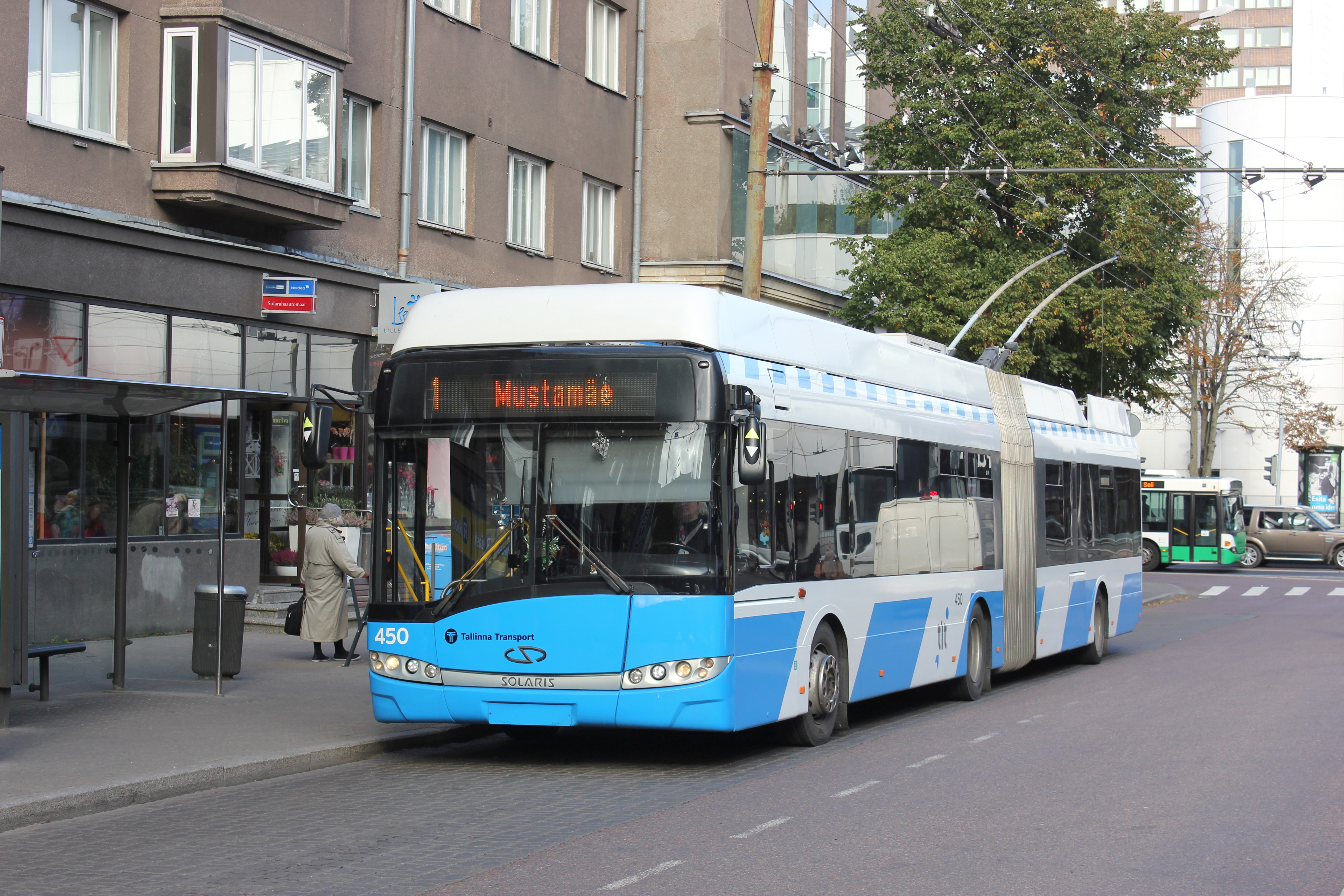
Solaris Trollino 18AC